# Kościół św. Jerzego w Chieri
Kościół św. Jerzego w Chieri (wł. Chiesa di San Giorgio Martire in Chieri) – katolicki kościół zlokalizowany w centrum włoskiego miasta Chieri (Piemont), przy Piazzetta San Giorgio.

## Historia i architektura

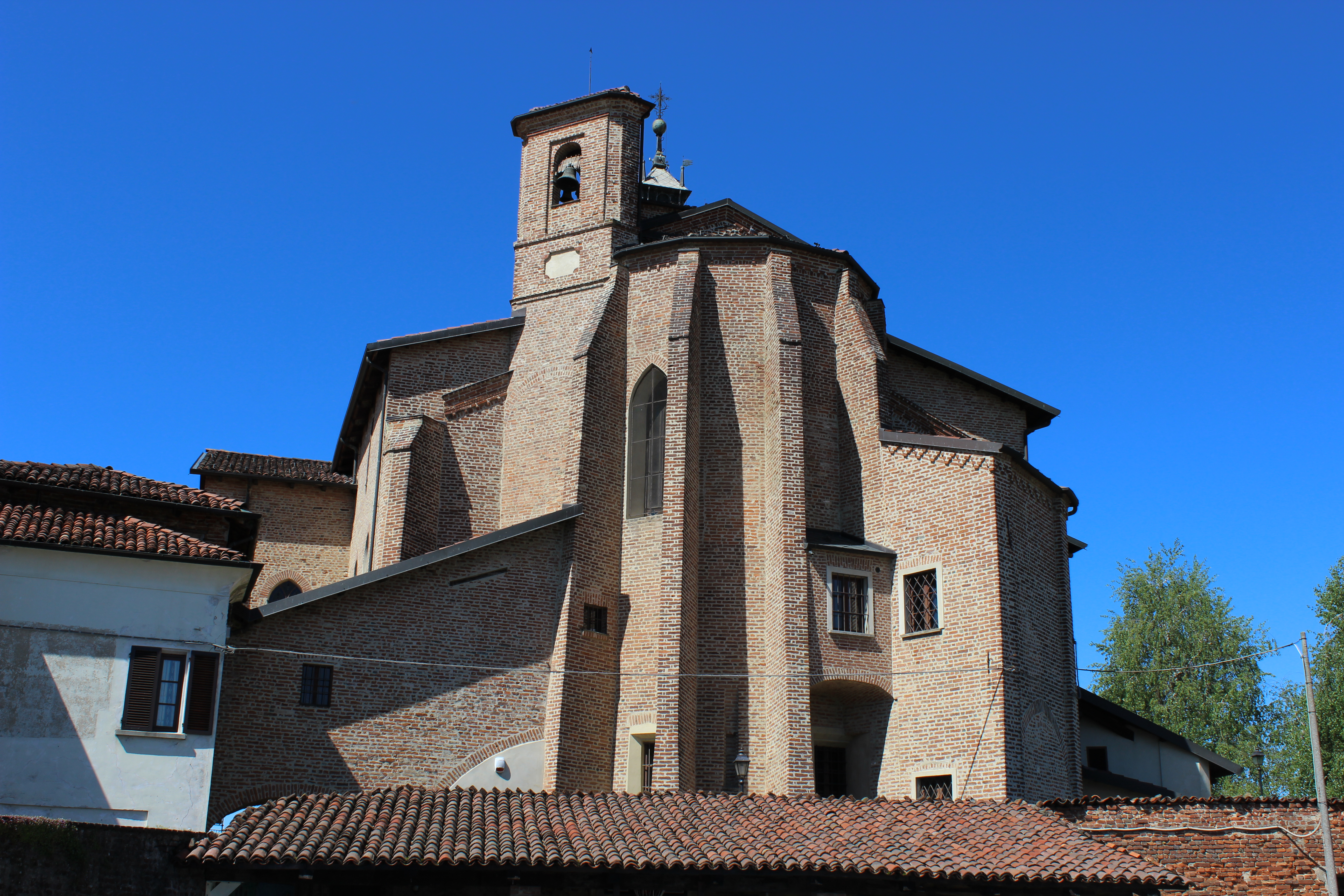
Widok od prezbiterium

Kościół został zbudowany w XI wieku na dominującym nad miastem wzgórzu „Cario”, obok dawnego castrum (zamku). Wzniesiony kompleks budynków jest elementem zaproponowanej przez biskupa Turynu Landolfo, reorganizacji zabudowy miasta. Wieża jest pozostałością kompleksu zamkowego. Kaplica, zniszczona w 1412 w wyniku pożaru, została całkowicie odbudowana w 1442 przez ród Villasów, panów z Villastellone, jako obiekt trójnawowy z imponującą apsydą wspartą przyporami. W XVII wieku dobudowano boczne kaplice, przy czym te po stronie prawej opierają się o zabudowania klasztoru, tzw. „Zoccolanti”. 
Sklepienia ozdobione są motywami roślinnymi (neogotyckimi), które sporządzono pod koniec XIX wieku. Ich autorem był Vincenzo Pangella, dekorator z Chieri, znany także z prac w katedrze i kościele San Domenico.
Liczne renowacje przeprowadzone od lat 80. XX wieku wzmocniły strukturę budowli, odsłoniły fresk w dużej kaplicy po prawej stronie i nadały nowe oświetlenie nawie. Odrestaurowano również część dziedzictwa malarskiego, w tym sklepienia, filary i ściany.
Archiwum Kościoła z XVI-XX w. przechowywane jest w kancelarii parafialnej.